# 어밀리아 하이늘
어밀리아 하인리(Amelia Heinle, 영어 발음: /əˌmiːliə ˈhaɪnli/, 1973년 3월 17일 ~ )는 미국의 배우이다.

## 출연 작품

### 영화
- At Sachem Farm (1998)
- Black Cat Run (1998)
- 라이미 (1999, The Limey)
- 샐리 헤밍스: 아메리칸 스캔들 (2000, Sally Hemings: An American Scandal)
- 거미 (2001)

### 텔레비전
- 더 영 앤 더 레스트리스 (2005-현재)